# 專業倫理

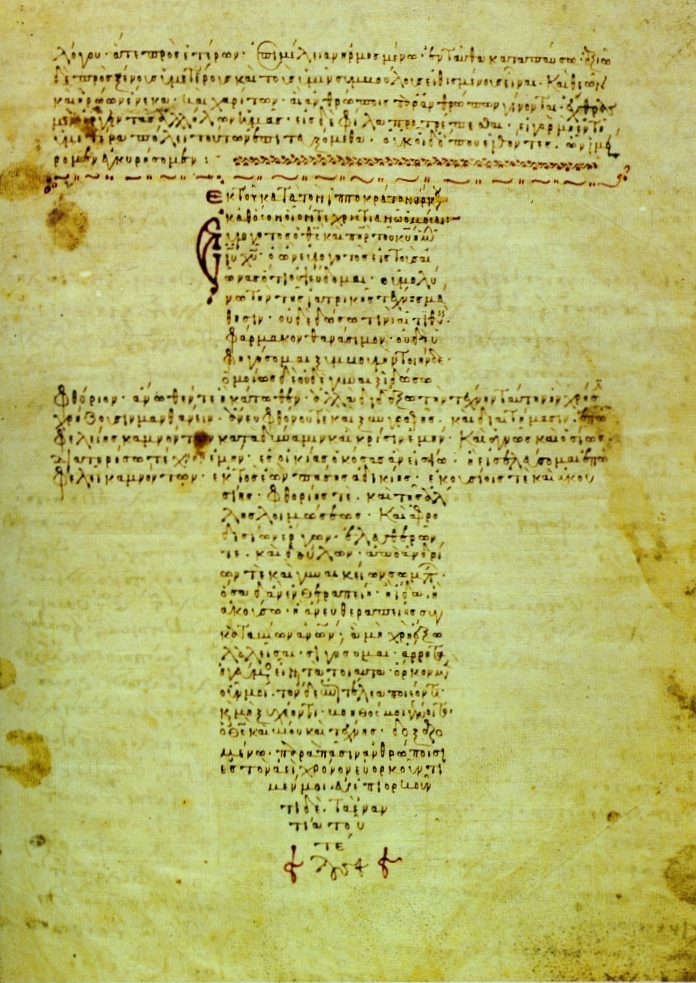
按照傳統習俗，西醫行醫前，會先以希波克拉底誓詞立誓。圖為這誓詞的十二世紀拜占庭手稿。

專業倫理（professional ethics）是專業團體針對其專業特性發展出來的道德價值觀與行為規範，是在該專業領域裏工作的理想指南，提供專業人士在遇到專業方面的倫理道德問題時做正確抉擇的依據。專業人士在處理專業方面的倫理道德問題時，應該遵循專業倫理所涵蓋的道德價值觀與行為規範。:749專業人士可以應用專業倫理的知識來幫助處理專業方面的倫理道德問題。專業倫理學是一門關於專業責任與行為所依據的原則與標準的學問。
「專業」指的是一種專門從事的職業，這種職業在學術或技術方面需要高度的知識與能力。每當遇到這方面的問題，專業人士通常能夠給出合理的答案，這不是大多數人能力可及之事，因為他們不具備相關訓練。而知識日新月異並經常有新的資訊，因此專業人士亦會經常繼續深造及鑽研自己專精的學科，以便日後解答新的資訊。怎樣管理這種知識與能力的應用，促使其更優良地服務大眾，這可以視為一種道德論題，又稱為專業倫理。按照每種專業各自不同的特性，在其領域會建立特別的專業倫理，例如：公務倫理、醫學倫理、商業倫理、法律倫理、工程倫理等等。
熟知專業倫理的專業人士比較能夠做出正確判斷，能夠應用所擁有的技術，實事求是，尚未接受相關訓練的人士很難這樣做事。表現專業倫理的最早範例之一無疑應屬希波克拉底誓詞。現今，醫師仍舊宣誓遵守希波克拉底誓詞的某種修改版。

## 實施執行
專業組織通常會設定組織內部作業的行為守則，會員必須遵循這行為守則，目的是在防止剝削顧客、維持專業聲譽。這不只是為了顧客的利益，也是為了會員的利益。專業組織時常又會設定紀律守則來表明行為標準，促使每一位會員的行為都能達到標準，任何會員的行為若未能達到標準，則會被組織懲戒。這樣，可以鼓勵會員憑著自己良心做事，不讓那些黑心人士佔到任何便宜，贏取大眾對於會員專業工作的信任，鼓勵大眾繼續接受會員的專業服務。

### 內部管理
每一個專業組織都有其管理內部的機制，這種機制通常比較深知內情，比較容易變通。內部管理所需費用通常是從會員費裏支付，而不是從納稅者繳納賦稅中分派。由於相關規定是倚賴熟悉本行職責的人士設計實施，而不是倚賴律師或政府官僚制定，因此更容易應用於實際狀況，也比較不會遭到內部會員反對，更多會員願意遵守自己組織設定的規則，不願意為此被同行譏評排斥。所以，在維護專業組織的永續作業方面，內部管理機制時常很具有功效。:210
但是，內部管理也有其侷限。特別而言，內部管理是一種非官方機制，無法要求每一位專業人士都成為其專業組織的會員，因為這可能會與競爭法背道而馳。專業組織也有可能變得更為自我中心，當處理問題時，偏離了自己設定的倫理守則，無法接納他人的意見，這是因為在它的專業領域，它幾乎壟斷了整個相關知識信息。為了要妥善處理這嚴峻瑕疵，必須廣泛邀請所有相關利益團體參與解決問題。:211

## 法定管理
很多國家會設立法定團體專門管理專業倫理標準，確保專業人士的行為達到標準水平。例如，美國證券交易委員會是直属美国联邦政府的独立準司法机构，负责美国的证券监督和管理工作，在從事證劵交易行為時，假若不遵守委員會所設定的法令規則，則可能會被送交法院處理。

## 範例

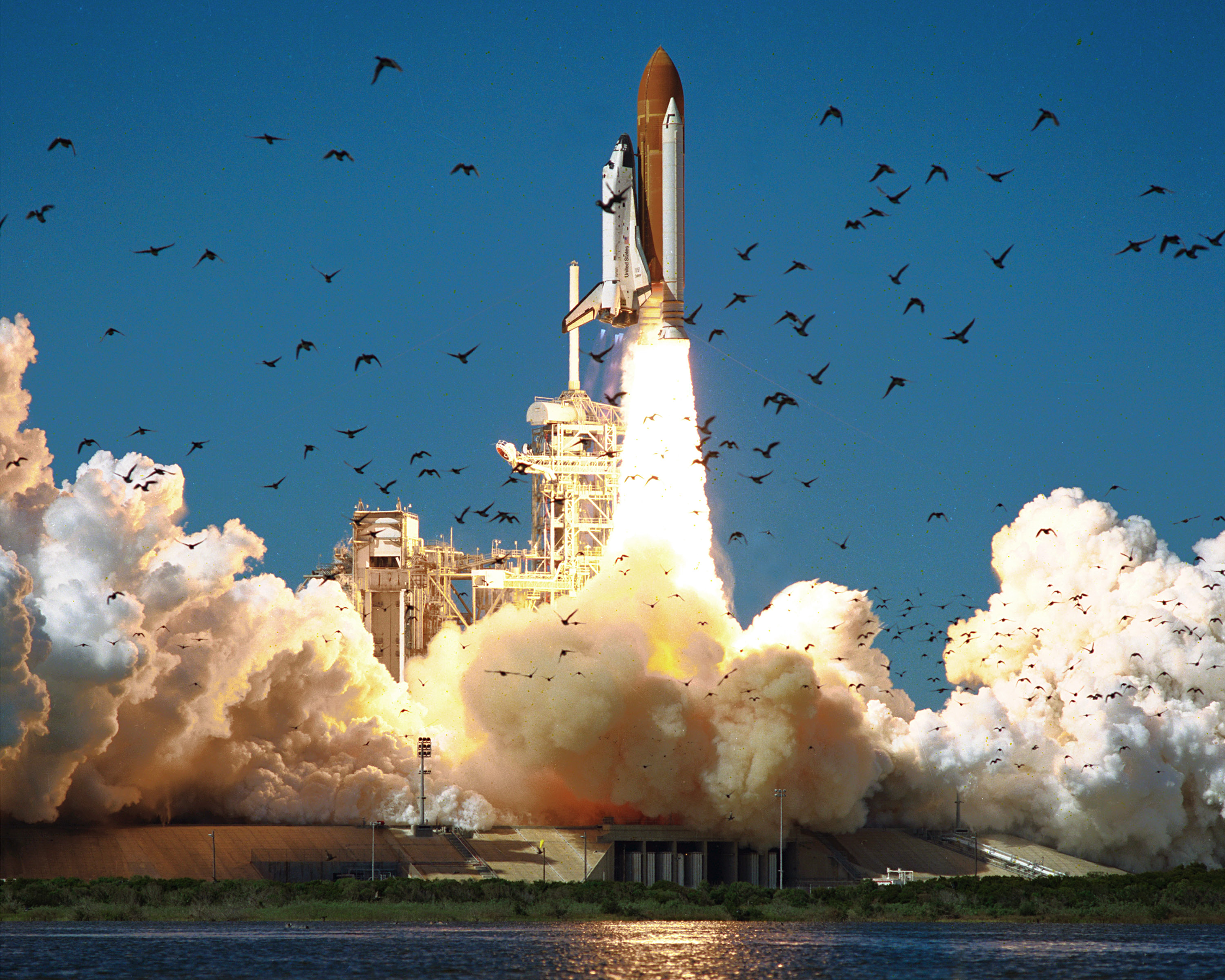
1986年1月28日，挑战者号太空梭自位在佛罗里达州的肯尼迪航天中心升空。航天飞机在升空大约73秒后发生解体。美國眾議院科學與技術委員會召開聽證會，並发佈報告表示，导致挑战者号事故的根本原因為，美国国家航空航天局高层与承包商人员多年来拙劣的技术决策，他们未能果断地行动，去解决固体火箭助推器接缝存在的日益严重的异常。

舉例而言，假設發生了一宗嚴重車禍意外，並且有很多人受傷，在車禍附近的普通人不應該被責怪無法緊急救治這些受傷人員，因為他們不懂如何緊急救治。然而，獲得完整醫學教育的醫生應該能夠正確地診斷與治療這些受傷人員。假若他們在這種緊急狀況不挽袖救人，通常他們會被視為沒有惻隱之心，缺乏倫理觀念。未獲得醫學訓練的人士不會被視為缺乏醫學專業倫理，因為假若他們動手救治病患，可能造成更嚴重傷害，甚至使得傷患失去生命，那麼他們反而會被視為違犯過失傷人。
再舉個例子，某公司可能會聘請專業工程師為一個工程方案的安全做認證，而這方案其實隱藏著嚴重瑕疵。具有優良敬業態度的工程師會因為遵守專業倫理而拒絕給予認證。這黑心公司很可能會採用行賄手段，另外買通一位品行較差的工程師來做認證，這樣可以省下一大筆重新設計工程方案所需費用。

### 分離主義
連結在專業人士的專業知識與他的專業工作之間，有一個極具爭議的論題，即是否存在任何道德界限，而在達成專業任務的過程中，專業人士不應超越這道德界限？分離主義者認為，專業人士應該可以超越這界限，假若他們判斷勢在必行，這是因為他們所學到的專業知識讓他們也擁有一種獨特的權力與責任，不同於道德的其他部分所囊括的權力與責任，假若沒有這種獨特的權力與責任，專業人士可能無法達成其專業任務。:282例如，醫生可以不誠實告訴病人真實病情，如果醫生認為這樣做會對病人有好處，否則，可能會引起病人憂傷，對病人健康發生不良的打擊。一般而言，這動作被視為不道德，因為病人沒有得到關於他本身生命的信息。但是，假若能夠改善與維護健康是社會的道德優先，則為了達到目的，這動作可以被社會容許。:283分離主義是根據道德相對主義，同樣有效的道德守則，雖然不同，仍舊可以應用於社會的不同層面，以及不同社會可能遵循不同的道德守則。按照道德普遍主義，只能有一種有效的道德守則。分離主義不符合道德普遍主義的宗旨。:285

## 參閱
- 職業道德